# Sen o przyszłości (альбом)
Sen o przyszłości — другий студійний альбом польської співачки і авторки пісень Сильвії Ґжещак, випущений 11 жовтня 2011 року під егідою EMI Music Poland. Виробництво альбому тривало протягом 2011 року, а продюсерами виступили польський репер Лібер і сама Ґжещак. Альбом складається з 11 пісень, серед яких одна російськомовна. Альбому передували два сингли: «Małe rzeczy» та «Sen o przyszłości». Третій сингл «Karuzela» був випущений 4 січня 2012 року.
Менш ніж через два тижні після прем'єри альбом став платиновим.

## Трек-лист
| #     | Назва               | Автор слів                           | Автор музики    | Тривалість |
| ----- | ------------------- | ------------------------------------ | --------------- | ---------- |
| 1.    | «Sen o przyszłości» | Sylwia Grzeszczak, Marcin Piotrowski | Grzeszczak      | 3:19       |
| 2.    | «Leć»               | Grzeszczak, Piotrowski               | Grzeszczak      | 3:07       |
| 3.    | «Karuzela»          | Piotrowski                           | Bartosz Zielony | 3:17       |
| 4.    | «Bajka»             | Piotrowski                           | Grzeszczak      | 3:47       |
| 5.    | «Tęcza»             | Kuba Mańkowski                       | Grzeszczak      | 3:46       |
| 6.    | «Nie dam się»       | Grzeszczak                           | Grzeszczak      | 3:10       |
| 7.    | «Imię trawy»        | Jacek Cygan                          | Grzeszczak      | 3:19       |
| 8.    | «Małe rzeczy»       | Piotrowski                           | Grzeszczak      | 3:17       |
| 9.    | «Najprzytulniej»    | Grzeszczak, Piotrowski               | Grzeszczak      | 3:25       |
| 10.   | «Gorszy dzień»      | Mańkowski                            | Zielony         | 4:31       |
| 11.   | «За тобой»          | Бьянка                               | Бьянка          | 3:26       |
| 38:24 |                     |                                      |                 |            |

## Чарти

### Тижневі чарти
| Чарт (2011–2012)            | Пікова Позиція |
| --------------------------- | -------------- |
| Польща Polish Albums (ZPAV) | 1              |

## Сертифікації
| Регіон                                       | Сертифікація  | Продажі |
| -------------------------------------------- | ------------- | ------- |
| Польща (ZPAV)                                | 2× Платиновий | 60 000* |
| *продажі, що базуються лише на сертифікаціях |               |         |